# Drömmarna
Drömmarna är namnet på en bokserie av fantasyförfattaren David Eddings och hans fru Leigh Eddings.

## Böckerna i serien
1. Äldre gudar (The Elder Gods, 2003)
2. Den vördade (The Treasured One, 2004)
3. Kristallklyftan (The Crystal Gorge, 2005)
4. Yngre gudar (The Younger Gods, 2007)